# Maria Haglund
Inger Anna Maria Haglund (ur. 6 maja 1972 w Karlskodze) – szwedzka kajakarka, brązowa medalistka olimpijska z Barcelony.
Zawody w 1992 były jej jedynymi igrzyskami olimpijskimi. Po medal sięgnęła w czwórce na dystansie 500 metrów. Osadę tworzyły również Agneta Andersson, Anna Olsson i Susanne Rosenqvist. W 1991 zajęła drugie miejsce mistrzostw świata na dystansie 5000 metrów. Zdobyła również pięć medali globalnego czempionatu w kajakowych czwórkach, srebro na dystansie 500 metrów w 1993 oraz brąz w 1994 oraz srebro (1998) i dwukrotnie brąz (1995 i 1997) na dystansie 200 metrów.